# Günther Gieraths
Günther Gieraths (* 28. September 1898 in Jüterbog; † 2. August 1967 in Potsdam) war ein deutscher Bibliothekar und Militärhistoriker.

## Leben
Gieraths wuchs in Gnesen auf und strebte bei Kriegsausbruch 1914 die Offizierslaufbahn an. Durch eine schwere Verletzung, gleich in den ersten Kriegstagen, die 1916 zur Amputation eines Beines führte und ihn darüber hinaus lebenslang beeinträchtigte, konnte er sein erstes Berufsziel nicht unmittelbar verwirklichen.
Nachdem er das Lazarett verlassen hatte, studierte er Pharmazie und erlangte 1924 die Approbation zum Apotheker. Parallel promovierte er bei Hasenclever mit der Dissertation über Benjamin Raule zum Dr. phil. Mit dem Examen für den höheren Bibliotheksdienst im Jahre 1928 legte er den Grundstein, sowohl für seine weitere Laufbahn als auch für seine Passion, die militärhistorischen Forschungen.
Bis 1936 war er in der Universitätsbibliothek Halle bzw. der Preußischen Staatsbibliothek Berlin angestellt. Ebenfalls 1928 erhielt in unmittelbarem Zusammenhang mit diesen Anstellungen den Auftrag zur Leitung der Wehrkreisbücherei Breslau. Von 1936 bis zum Ausgang des Zweiten Weltkrieges im Mai 1945 war er in der Nachfolge von Siegfried Klefeker  Direktor der Heeresbücherei Berlin. Als Militärangehöriger avancierte er in dieser Position bis zum Oberst (seit dem 1. November 1943).
Während dieser Zeit soll er sich, dem Ethos der preußischen Armee verpflichtet fühlend, ohne Schonung der eigenen Person und Stellung für Mitmenschen eingesetzt haben, die ihm durch die Nationalsozialisten bedroht oder gefährdet erschienen. Andererseits war er nicht nur Partizipateur des Regimes, sondern auch Täter. So wird er für die Plünderung der Bibliothek der Prager Militärakademie verantwortlich gemacht.
Nach dem Krieg nahm er kein öffentliches Anstellungsverhältnis mehr auf, sondern bestritt seinen Lebensunterhalt erneut als Apotheker, widmete sich jedoch überwiegend seinen militärhistorischen Forschungen. Zwanzig Jahre Forschungsarbeit mündeten schließlich in seinem viel beachteten und -zitierten Hauptwerk Die Kampfhandlungen der Brandenburgisch-Preußischen Armee.
Gieraths war eng mit Hans Herzfeld befreundet und Mitglied der Historischen Kommission zu Berlin.

## Werke
- Benjamin Raule, sein Leben und insbesondere seine volkswirtschaftlichen Ansichten. Universität Halle 1924 (Dissertation)
- Die Apotheke „zum blauen Hirsch“ in Halle an der Saale. In: Thüringisch-sächsische Zeitschrift für Geschichte und Kunst. Band 16, Heft 1, Halle 1927, S. 95–102
- Zur Geschichte der Apotheke in Zahna. In: Thüringisch-sächsische Zeitschrift für Geschichte und Kunst. Band 17, Heft 1, Halle 1928, S. 59–66
- Geschichte des Res.-Infanterie-Regiments Nr. 210 und seiner Grenzschutz-Formationen (1914–1920). Stalling, Oldenburg 1928
- Vorwort zu Gerhard Siegerts Bis zum bitteren Ende. Vier Jahre Stellungskrieg. Koehler, Leipzig 1930
- Fridericianische Militärbibliotheken. In: Mitteilungen der Deutschen Heeresbücherei. Band 11, 1930, S. 37–40, 69–72; Band 12, 1931, S. 1–4
- Breslau als Garnison und Festung 1241–1941. Schulz, Hamburg 1961
- Die Kampfhandlungen der Brandenburgisch-Preußischen Armee 1626–1807. Ein Quellenhandbuch. Walter de Gruyter, Berlin 1964 (Digitalisat auf Google Books)